# Oxybutynin
Oxybutynin ist ein Anticholinergikum, das eingesetzt wird bei Harninkontinenz und überaktiver Blase; bei kindlichem Bettnässen gehört es zu den erweiterten Optionen.
Es wirkt krampflösend auf die glatte Blasenmuskulatur (M. detrusor), indem es den muskarinischen Acetylcholinrezeptor kompetitiv an den Subtypen M1, M2 und M3 antagonisiert. Weiterhin hat es als Calciumantagonist einen direkten spasmolytischen Effekt auf die glatte Blasenmuskulatur sowie eine geringe lokalanästhetische Komponente. Die weitaus häufigste Darreichungsform erfolgt als Tablette, aber auf dem deutschen Markt ist auch ein Pflaster (Handelsname Kentera) und ein Instillationsset (Vesoxx) im Handel.
Als Anticholinergikum hat es auch einen Effekt auf übermäßige Schweißproduktion.

## Stereochemie
Oxybutynin enthält ein Stereozentrum. Im Handel wird es als Racemat [1:1-Gemisch aus (R)-Oxybutynin und (S)-Oxybutynin] vertrieben. Der anticholinerge Effekt beruht hauptsächlich auf dem (R)-Enantiomer. Demgegenüber sind der Calciumantagonismus und der lokalanästhetische Effekt nicht stereospezifisch.
| Enantiomere von Oxybutynin | Enantiomere von Oxybutynin |
| -------------------------- | -------------------------- |
| (R)-Oxybutynin             | (S)-Oxybutynin             |

## Klinische Effekte
In zwei klinischen Studien, an denen Patienten mit überaktiver Blase teilnahmen, senkten transdermale Oxybutynin-Pflaster mit einer Freisetzung von 3,9 mg/Tag die Inkontinenz-Episoden und steigerten die durchschnittliche Harnentleerung signifikant stärker als Placebo. Es bestand kein Unterschied zwischen transdermal verabreichtem Oxybutynin und retardierter peroraler Tolterodin-Gabe.

## Nebenwirkungen
Typische anticholinerge Nebenwirkungen sind Mundtrockenheit, Verstopfung, Sehstörungen, Müdigkeit und Schwindel. Anticholinergika können auch ein Delirium verursachen. Dies ist dosisabhängig und kann einen mitunter schweren Verlauf nehmen. Die anticholinergen Nebenwirkungen sind eine häufige Ursache für das Absetzen der Medikation.
Dem aktiven Metaboliten N-Desethyloxybutynin wird ein großer Beitrag an den unerwünschten Wirkungen zugeschrieben. Sein Plasmaspiegel steigt besonders stark an nach der Verabreichung einer schnellfreisetzenden peroralen Dosis (z. B. Tablette). Um dem entgegenzuwirken, wurden transdermale Pflaster (Kentera®), Retardtabletten (Lyrinel OROS® in der Schweiz) und transdermale Gele (Gelnique® in den USA) entwickelt. Damit kann auch die Applikationshäufigkeit von zweimal auf einmal täglich reduziert werden. Das transdermale Pflaster umgeht zusätzlich noch den First-Pass-Effekt, so dass die verabreichte Dosis reduziert werden kann. Bei einer Überlaufinkontinenz aufgrund von Diabetes oder neurologischer Erkrankungen, wie z. B. Multiple Sklerose oder Rückenmarksverletzungen, kann Oxybutynin die Überlaufinkontinenz noch verschlechtern, da ursächlich ein Schaden der Blasenkontraktion zugrunde liegt.

## Klinische Pharmakologie
Oxybutynin wird als Hydrochlorid – Oxybutyninhydrochlorid – arzneilich eingesetzt und hat einen direkten spasmolytischen Effekt auf die glatte Muskulatur, es wirkt anticholinerg, indem es die Acetylcholin-Wirkung an der glatten Muskulatur hemmt.
Maximale Plasmakonzentrationen werden nach ca. 1 Stunde erreicht und die Plasmahalbwertszeit liegt bei 2–5 Stunden. Die große interindividuelle Streuung der Blutwerte und die geringe Urinkonzentration deuten darauf hin, dass die Elimination hauptsächlich über die Leber erfolgt.

## Kontraindikationen
Oxybutyninhydrochlorid ist kontraindiziert bei unbehandeltem Engwinkelglaukom, da Anticholinergika die Krankheit verschlimmern. Weiter Kontraindikationen sind Darmverschluss (auch unvollständig), Hiatushernie, Refluxösophagitis, Darmlähmung, Megakolon, Blasenentleerungsstörungen u. a. Weiterhin darf es nicht verwendet werden bei obstruktiver Uropathie.